# Gouvernement Woronesch

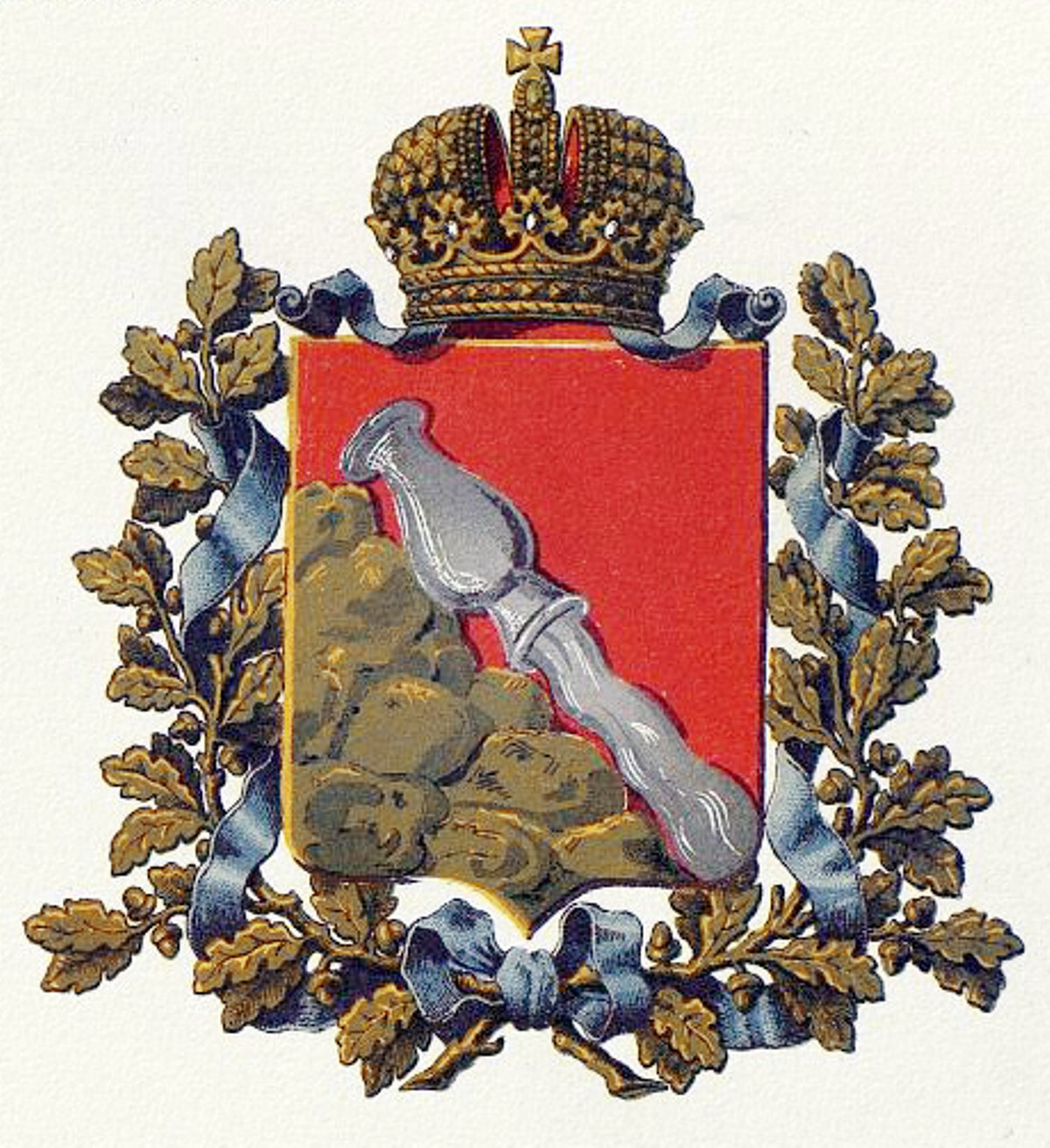
Wappen des Gouvernements

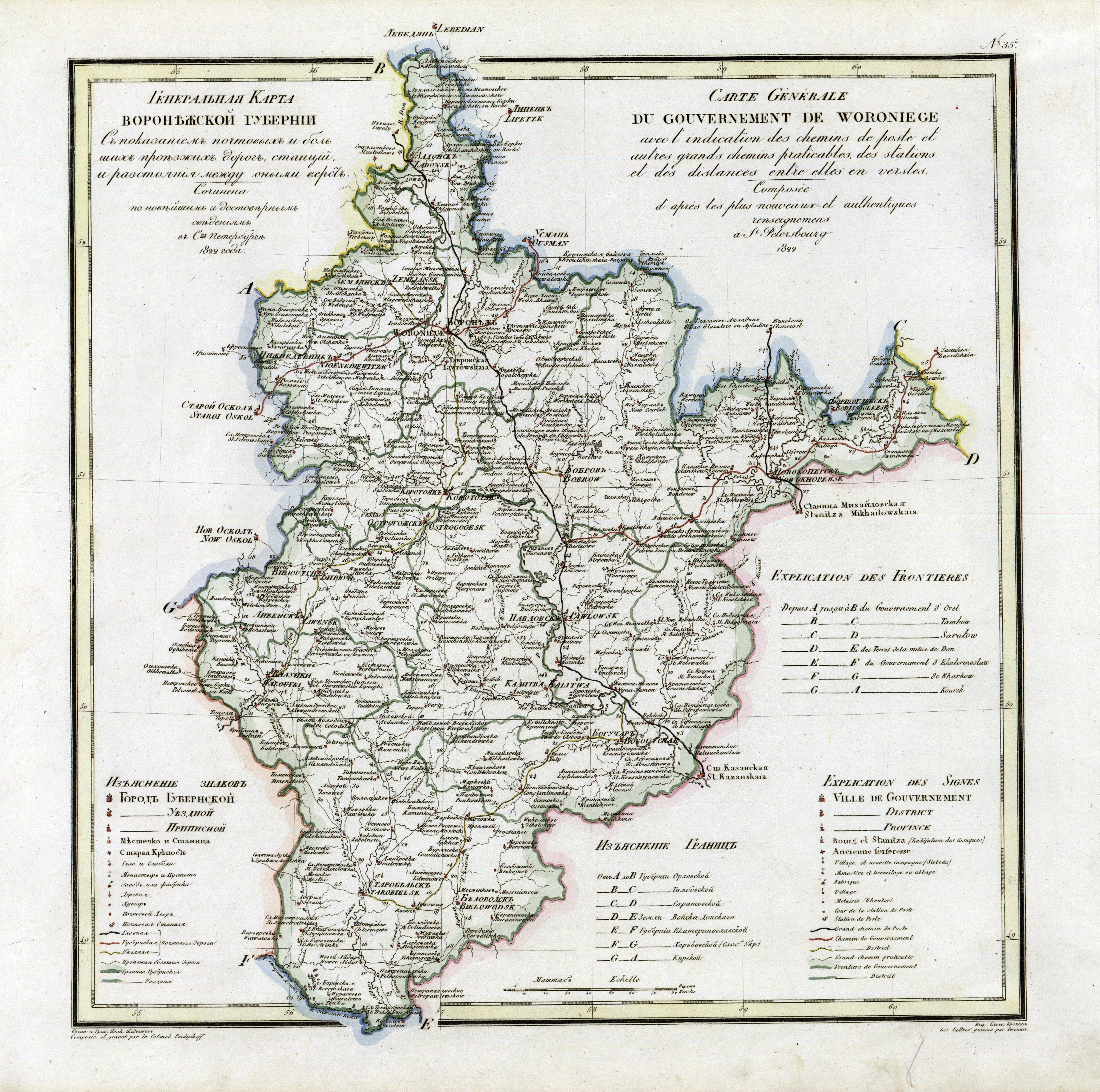
Karte aus dem Jahr 1822 (Russisch-Französisch)

Das Gouvernement Woronesch (russisch Воронежская губерния) war eine Verwaltungseinheit des Russischen Kaiserreichs und der Russischen SFSR. Es grenzte (vom Norden, im Uhrzeigersinn) an folgende Verwaltungseinheiten: Gouvernement Tambow, Gouvernement Saratow, Oblast des Don-Heeres, Gouvernement Charkow, Gouvernement Kursk und Gouvernement Orjol.
Es hatte eine Fläche von 65.895 km². Hauptstadt war Woronesch.
Es wurde 1779 als Statthalterschaft gegründet und von Paul I. 1796 in ein Gouvernement umgewandelt. Es bestand bis 1928, als es in der Oblast Zentrale Schwarzerde aufging.
Es zerfiel in die folgenden Ujesdy (Kreise):
- Birjutsch
- Bobrow
- Bogutschar
- Korotojak
- Nischnedewizk
- Nowochopjorsk
- Ostrogoschsk
- Pawlowsk
- Sadonsk
- Semljansk
- Waluiki
- Woronesch

## Statistik
Nach den Ergebnissen der Volkszählung von 1897 hatte das Gouvernement 2.531.253 Einwohner. Davon waren 1.602.948 Großrussen und 915.883 Ukrainer (Kleinrussen). Daneben gab es kleinere Gruppen von Weißrussen, Juden, Deutschen und Polen.
Die Haupterwerbszweige waren Ackerbau und Viehzucht. Die Ernte lieferte 1905 in Tonnen: Weizen 219.760, Roggen 398.454, Gerste 70.307, Hirse 50.577, Hafer 125.640, Kartoffeln 211.593. Angebaut wurden ferner Hanf, Tabak und Zuckerrüben. Auch Obst- und Gemüsebau gab es. In der Pferdezucht stand das Gouvernement in Russland an erster Stelle. Am Fluss Bitjug wurden Lastpferde dieses Namens und in dem großen staatlichen Gestüt von Chrenowskoje Traber gezüchtet. Die Schafzucht verlor Anfang des 20. Jahrhunderts an Bedeutung. 1900 zählte man 528.000 Pferde, 824.000 Stück Rindvieh, 1.840.000 Schafe (darunter 250.000 feinwollige), 288.000 Schweine und 30.000 Ziegen. Die Industrie war 1900 durch 4649 Betriebe mit 17.295 Arbeitern und 19,1 Mill. Rubel Produktionswert vertreten. Am wichtigsten waren die Brandweinbrennerei, die Getreidemüllerei, die Zuckerfabrikation und die Ölschlägerei.